# Våradonis
Våradonis (Adonis vernalis), også skrevet Vår-Adonis, er en lavtvoksende staude med en opstigende vækstform. Bladene er flerdobbelt fjersnitdelte, og blomsterne er smørgule. Blomstringen sker meget tidligt - ofte mens sneen dækker den. Derfor er den meget brugt som haveplante.

## Kendetegn
Våradonis er en flerårig, urteagtig plante (en staude) med en opstigende til opret vækst. Skuddene sidder tæt og danner en tue. De er hårløse og furede med spredt stillede blade. Bladene er flerdobbelt snitdelte med trådagtige bladafsnit. Oversiden er græsgrøn, mens undersiden er en smule lysere. Blomstringen foregår i april-maj (Sverige), hvor man finder blomsterne endestillet på skuddene. De er regelmæssige og 5-tallige med 10-20, gule kronblade. Frugterne er samlefrugter med mange nødder. De har et fedtholdigt myrelegeme, sådan at det er myrer, der besørger spredningen.
Rodsystemet er sammensat af stærkt forgrenede og vidt udbredte rødder, hvoraf mange når ned i 1 m dybde.
Planten når en højde på ca. 40 cm, mens bredden af tuen er noget mindre: ca. 25 cm.

## Hjemsted
Våradonis er naturligt hjemmehørende i Kaukasus, Altajbjergene og Sibirien samt i Syd-, Central- og Østeuropa. Artens nordgrænse er Sverige (kalkheder på Öland og Gotland). Den er knyttet til lysåbne voksesteder med en jord, som er tør, neutral til svagt kalkholdig og meget næringsfattig. Derfor findes den på overdrev og tørre skrænter, men også i lysåbne skove med skovfyr som dominerende plante.
På bjergskråninger vest for Sofia, Bulgarien (Chepan-, Golo Bardo-, Lyulin-, Lozenska-, Konyavska- og Zemenska-bjergene), findes plantesamfund, som er sammensat af træer, buske og et stort antal urter. De findes hovedsageligt på næringsfattig, kalkrig bund med tynde overjordslag. Her findes arten sammen med bl.a. almindelig syren, astragel (flere arter), balkanløn, bjergkobjælde, Bromus riparius (en art af hejre), duftende nyserod, duneg, dværgmandel, Festuca valesiaca, frynseeg, græsk røllike, gul krokus, gul løg, håret flitteraks, jordstar, liden sneglebælg, mannaask, Muscari tenuiflorum (en art af perlehyacint), orientalsk avnbøg, russisk løn, Sesleria rigida (en art af blåaks), skovkløver, slåen, stendafne, timian (flere arter), tofarvet krokus og vintersar

## Galleri
|  |  |  |  |

## Note
1. ↑  Chavdar Gussev, Rosen Tzonev: Subcontinental steppe scrub – grundig gennemgang af de truede rester af skovsteppe i Bulgarien (engelsk)